# Christian Limousin
 (septembre 2013).
Christian Limousin, né le 20 novembre 1948 à Lyon, décédé à Saint-Père-sous- Vézelay le 21 septembre 2023, est un poète français, critique et historien d'art, critique littéraire spécialiste de l’œuvre de Georges Bataille.

## Biographie
Après une hypokhâgne et une khâgne au lycée Édouard-Herriot de Lyon, Christian Limousin effectue un doctorat de 3e cycle à Aix-en-Provence, sous la direction du professeur Raymond Jean, consacré à La pratique mythologique de Georges Bataille. Entre 1971 et 2009, il enseigne les lettres modernes et l'histoire des arts dans des lycées. Il termine sa carrière d'enseignant au lycée Romain-Rolland de Clamecy entre 2002 et 2009.
Entre 1973 et 1977, Christian Limousin participe à la création et aux activités des revues littéraires Génération et Gramma. De 1983 à 1985, il dirige l'association Fondation Christian et Yvonne Zervos à Vézelay, et organise des expositions autour de Jean Hélion et de l'art abstrait des années 1950 dans le legs de Christian Zervos. Depuis les années 1990, Christian Limousin a collaboré au Dictionnaire d'art moderne et contemporain, dirigé la publication des textes de Gustave Geffroy sur Paul Cézanne, et rédigé de nombreux articles, notamment sur Octave Mirbeau et sur Georges Bataille. Son écriture poétique est principalement axée sur les rapports entre les arts plastiques et la littérature. 
Depuis l'an 2000, Christian Limousin organise de nombreuses journées d'études, colloques, conférences autour de Maurice Blanchot, Georges Bataille et Max-Pol Fouchet. Il est membre du Comité de lecture des Cahiers Bataille. En 2012, il crée avec Jean-Marie Queneau, Claude Stassart-Springer, Jean-François Séron et Geneviève Peigné le Collectif Lire Bataille.
Christian Limousin a notamment collaboré aux revues : Puits de l'Ermite, Encres Vives, Génération, Mantéia, Gramma, Textuerre, Pictura, Ecbolade, Cahiers du Double, Phantomas, Zéro Limite, Banana Split, Po&sie, Littérature en marche, Art Press, Écrits sur l'Art, Cahiers Billom-Bataille, Cahiers Octave Mirbeau, Cahiers Goncourt, Politique hebdo, Esprit (revue), Critique (revue), Europe, Revue des deux Mondes, ça presse, La Quinzaine littéraire, Faire part.
Christian Limousin a réalisé des textes de catalogue pour les artistes Arthur Aeschbacher, Alin Anseeuw, Frédéric Benrath, Isabel Boizanté, René Bonargent, Philippe Bonnet, Régis Bouvier, Bruno Chabert, Bernadette Delrieu, Joël Desbouiges, Gregory Masurovsky, Anne-Marie Millot-Wetzel, Daniel Robert, Christian Sorg, Christine Vadrot, Judith Wolfe
Christian Limousin est décédé le 21 septembre 2023 à l'âge de 74 ans. 

## Œuvres
- Eclats/Fragments/Lambeaux, poésie, Encres vives, collection "Manuscrits", Saint-Girons, 1971
- Feu..illes, poésie, Encres vives, collection "Manuscrits", Saint-Girons, 1973
- Georges Bataille, essai, Editions Universitaires, collection "Psychothèque", Paris, 1974
- Murmère, poésie, avec quatre peintures de Serge Fauchier, Ecbolade, Béthune, 1976
- Dans le règne de la flamme, poésie, avec cinq gravures de René Bonargent, collection "Indifférences", Châteauroux, 1984
- Champs d'action, essai poétique sur la peinture de Daniel Robert, Ecbolade, Béthune, 1985
- Dictionnaire d'art moderne et contemporain, (collaboration), Hazan, Paris, 1992
- Gustave Geffroy: Paul Cézanne, édition, choix de textes, introduction et notes, Séguier, collection "Carré d'art", Paris, 1995
- Petite archéologie sensible du rouge, poésie, avec six lithographies de Serge Fauchier, éditions du Trabucaire, Perpignan, 1996
- Mezza Voce, suite poétique sur des travaux de Régis Bouvier, Galerie Imagine, Flavigny/Ozerain, 1998
- La femme de feu, poésie, avec une linogravure de Gregory Masurovsky, éditions Liancourt, Paris, 2003
- Philippe Bonnet, peintre du legs Zervos, Association-Fondation Zervos, 2003.
- Vers la lumière blanche: trois décalages pour Bernadette Delrieu, poésie, Aux dépens des auteurs, 2006
- Serge Fauchier, avec neuf pages sérigraphiées à partir d'œuvres originales de Serge Fauchier, en collaboration avec James Sacré, éditions Méridianes, Montpellier, 2007
- Propos décousus sur les buthés, essai poétique sur la plasticienne Isabel Boizanté, avec un dessin d'Isabel Boizanté, Ecbolade, Nœux-les-Mines, 2009
- Tropes & Trophées, in catalogue Joël Desbouiges, Musée de la Vallée de la Creuse, Eguzon, 2010
- Max-Pol Fouchet et les arts plastiques, Direction d'ouvrage, éditions Universitaires de Dijon, collection "Écritures", 2011
- Combarelles, poésie, intervention plastique de Joël Desbouiges, Moteur de recherche no 4, La Souterraine, 2013
- Bourgogne-Vézelay, assis en pays de vignoble, avec des photographies de Jean-Pol Stercq, Rhubarbe, Auxerre, 2013
- “La Part maudite” de Georges Bataille. La dépense et l'excès, dirigé par Christian Limousin et Jacques Poirier, Paris, Éditions Classiques Garnier, collection « Rencontres », 2015
- Chants du sel, poème en 8 parties, avec des œuvres de Patrick Pourquoi, 2023
- Mangeant une étoile du ciel, Chaumont, Éditions Douro, 2025

Livre d'artiste
- Collectif Génération, avec Isabel Boizanté, exemplaire unique acquis par le Centre national d'art et de culture Georges-Pompidou

## Entretiens et articles en ligne

### Entretiens
- Georges Bataille (1987-1962), émission de Catherine Pont-Humbert, France-culture, 3 juin 2007, sur fabriquedesens.net
- Vers une colline athéologique, Entretien de Christian Limousin et Édith de la Héronnière, Revue des deux Mondes, 2012, sur pileface.com.

### Articles
- Article de Christian Limousin « Bataille à Vézelay », sur pileface.com.
- Article de Christian Limousin sur Octave Mirbeau, sur mirbeau.asso.fr.
- Article de Christian Limousin sur Octave Mirbeau, sur mirbeau.asso.fr.
- Texte de Christian Limousin sur Max-Pol Fouchet, in Max-Pol Fouchet et les arts plastiques, sur maisondelapoesie.be.
- Texte de Christian Limousin sur Isabel Boizanté, sur algranate.pagesperso-orange.fr.
- Commentaire de Christian Limousin sur Un diamant brut, de Yvette Szczupak- Thomas, sur undiamantbrut.blogspot.fr.